# Kanton Saint-Junien-Est
Kanton Saint-Junien-Est is een voormalig kanton van het Franse departement Haute-Vienne. Kanton Saint-Junien-Est maakte deel uit van het arrondissement Rochechouart. Het werd opgeheven bij decreet van 20 februari 2014, met uitwerking op 22 maart 2015.

## Gemeenten
Het kanton Saint-Junien-Est omvatte de volgende gemeenten:
- Javerdat
- Oradour-sur-Glane
- Saint-Brice-sur-Vienne
- Saint-Junien (deels, hoofdplaats)
- Saint-Martin-de-Jussac
- Saint-Victurnien